# 발칸 뮤직 어워드
발칸 뮤직 어워드(Balkan Music Award)는 발칸반도의 여러 도시에서 매년 열리고 있는 발칸 음악 시상식이다. 2010년 5월 16일 불가리아의 소피아에서 처음으로 열렸으며, 유명하고 젊은 많은 음악가들이 상을 받았다. 이 시상식은 발카니카 뮤직 텔레비전(Balkanika Music Television)에서 조직하고 주최한다.